# Ragnarök

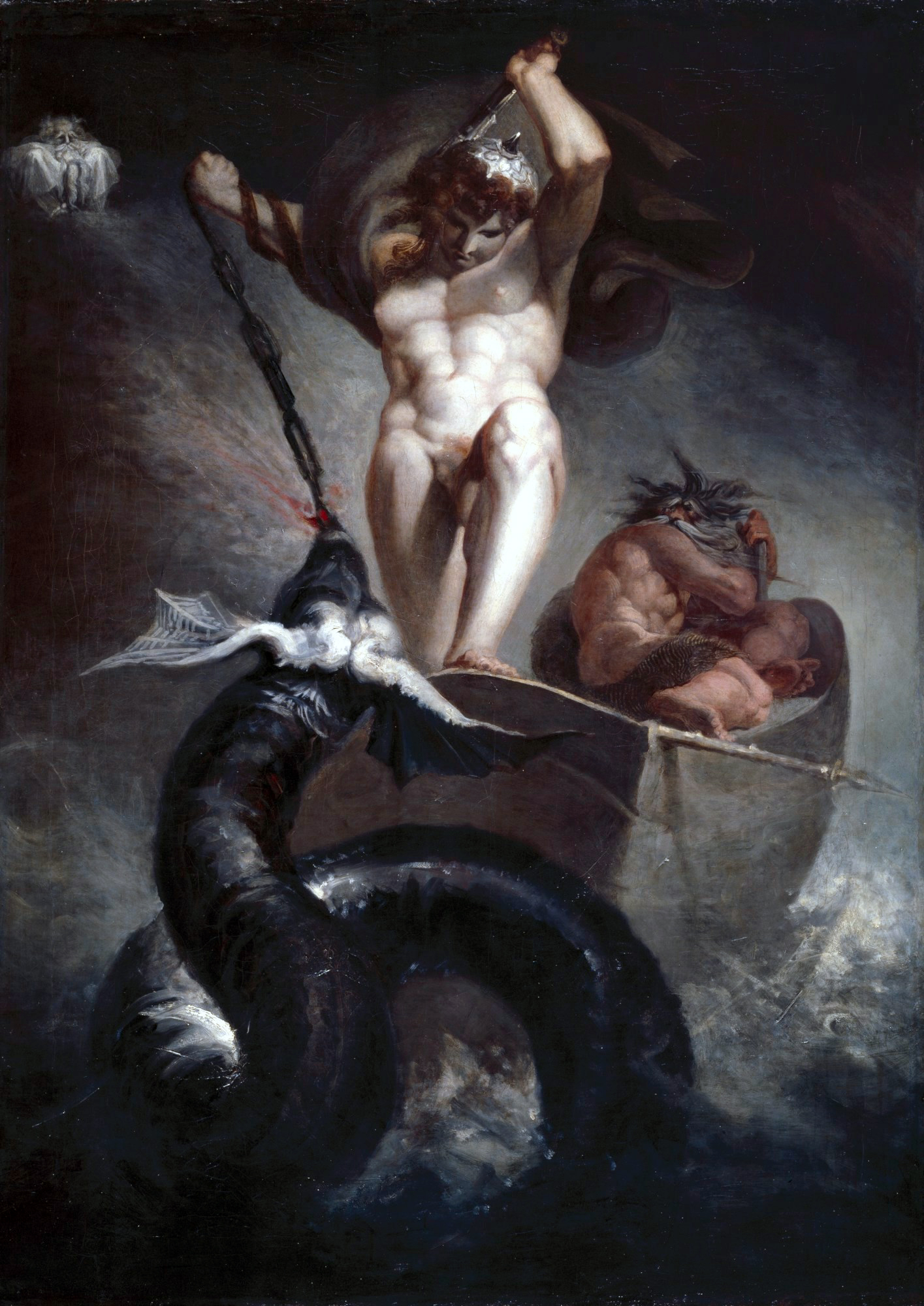
Thor walczący z wężem Jörmugandem

Ragnarök lub ragnarak – w mitologii nordyckiej los bogów (Götterdämmerung). W wyobrażeniach mitologicznych ma on być wielką walką pomiędzy bogami a olbrzymami pod wodzą Lokiego, w wyniku której świat i Asgard, siedzibę bogów, strawi ogień, wszystkie gwiazdy zgasną, a Ziemię zaleje wielkie morze. Ostatecznie z tej toni wyłoni się nowy świat i nastąpi era szczęśliwości bez przemocy i wojen. Po raz pierwszy pojawił się w poemacie Völuspá (Przepowiednia wieszczki), zredagowanym pod koniec X wieku.

## Znaczenie terminu
Ragnarök znaczy przeznaczenie bogów (ragna – panujący, bogowie oraz rök – los, przeznaczenie); często tłumaczone jest jako zmierzch bogów, Götterdämmerung, wskutek błędnego przekładu drugiego członu tej nazwy (rokkr to skandynawskie zmierzch).

## Dzień ostatecznej bitwy poprzedzą
1. Śmierć Baldura
2. Narodziny trójki dzieci Lokiego i Angrbody
3. Niezwykle surowa zima (Fimbulvinter, trzy zimy bez lata), podczas której zamarznie cały Midgard. Ludzie pogrążą się w wojnach, grabieży i przemocy. Zniknie wszelka moralność. Przeżyje tylko jeden mężczyzna i jedna kobieta, którzy skryją się w gałęziach drzewa Yggdrasil.

## Przebieg kręgu życia w mitologii skandynawskiej
1. Dwa straszliwe wilki – Sköll i Hati – goniące Słońce (Sol) i Księżyc (Maniego) wreszcie dopadną swe ofiary. Wtedy Słońce i Księżyc przestaną istnieć, gwiazdy pospadają i cały nieboskłon ulegnie zniszczeniu.
2. Zapieją koguty, wzywając do walki: Fjalar w Jotunheimie, Gullinkambi w Asgardzie i kogut koloru rdzy w Niflheimie.
3. Garm, pies piekieł, głośno zaszczeka. Na ten sygnał więzy krępujące Lokiego i Fenrira opadną.
4. Loki i Fenrir (straszliwy wilk związany przez bogów) uwolnią się z więzów i postanowią zemścić się na bogach. Wąż Midgardu wyjdzie z wody na ląd, a Loki, wraz z olbrzymami i innymi sprzymierzonymi mu potworami, na statkach, aby zemścić się na swych wrogach. Hajmdal (bóg-strażnik przejścia ze świata śmiertelników, Midgardu, do świata bogów, Asgardu), widząc zbliżających się wrogów, zagra po raz ostatni na rogu Gjallarhorn, tak głośno, że słychać go będzie we wszystkich dziewięciu światach. Pod ciężarem przechodzących po nim gigantów i potworów zawali się również sam Bifrost, Tęczowy Most – przeprawa między światami strzeżona przez Hajmdala, boga czujności.
5. Odyn wyprowadzi swych wojowników z Walhalli, by wzięli udział w bitwie. Odyn zginie jednak pożarty przez Fenrira. Pomści go Widar. Na widok śmierci Odyna Frigg zapłacze po raz drugi.
6. Loki i Hajmdal pozabijają się nawzajem.
7. Thor zgładzi straszliwego węża Jormunganda, lecz sam umrze od jego jadu.
8. Tyr zginie w pojedynku z Garmem, jednocześnie go zabijając.
9. Zginą wszyscy bogowie, a armia Lokiego będzie walczyć z wojownikami Walhalli (wojownikami zwanymi einherjerami) do samego końca.
10. Na koniec ognisty olbrzym Surtr, władca Muspelheimu, używając płomiennego miecza zemsty, podpali Asgard i pozostałe światy. Wtedy wszystko zostanie zniszczone.

Ludy skandynawskie wierzyły, że po spaleniu Asgardu ocean podniesie się do takiego poziomu, że pod jego falami zginie drzewo świata, Yggdrasil, a z jego głębi wynurzy się nowy, zielony świat – Gimlea, nowy Asgard. Kobieta i mężczyzna, skryci w gałęziach drzewa Yggdrasil, dadzą początek nowej rasie ludzi, zwierząt i bogów. Nowy świat rządzony przez zmartwychwstałego boga Baldura ma być pełen radości i spokoju bez wojen, przemocy i sporów. Wszyscy mają żyć w harmonii, spokoju i w zgodzie.
Tytuł Ragnarök nosi trzecia część wydanego w 1910 poematu Baldur the Beautiful amerykańskiej poetki Grace Denio Litchfield.